# Гладуш, Виктор Дмитриевич
Гладуш Виктор Дмитриевич (10 января 1937, Мишурин Рог, Днепропетровская область — 8 октября 2010, Киев) — советский и украинский металлург, украинский политик. Член Ревизионной комиссии КПУ (1981—1986). Кандидат в члены ЦК КПУ (1986—1990). Академик Академии инженерных наук Украины. Министр промышленности Украины (1992). Народный депутат Украины 2-го созыва. 

## Биография
Родился 10 января 1937 года в селе Мишурин Рог. Младший брат Ивана Гладуша.
В 1959 году окончил Днепропетровский металлургический институт, инженер-механик. В этом же году устроился на работу за завод «Криворожсталь».
- 1959—1960 — вальцовщик, старший вальцовщик сортопрокатного цеха Криворожского металлургического завода имени Ленина;
- 1960—1968 — переменный, старший мастер проволочного стана Криворожского металлургического завода имени Ленина;
- 1968—1976 — начальник стана, начальник цеха блюминга-2 Криворожского металлургического завода имени Ленина;
- 1976—1978 — главный прокатчик Криворожского металлургического завода имени Ленина;
- 1978—1980 — начальник производственного отдела Криворожского металлургического завода имени Ленина;
- 1980—1981 — главный инженер комбината «Криворожсталь» имени Ленина;
- 1981—1986 — директор комбината «Криворожсталь».

В 1986—1987 годах — заместитель министра чёрной металлургии УССР.
В 1987—1991 годах — заместитель главы Совета Министров УССР по вопросам отраслей тяжёлой промышленности.
С 1991 года — государственный секретарь по вопросам промышленности и транспорта. С 29 февраля по 28 сентября 1992 года — министр промышленности Украины.
С 7 октября 1992 года по 19 февраля 1993 года — посол Украины в Латвии, также представлял Украину в Казахстане, Эстонии и Литве.
С 30 декабря 1992 по 27 января 1999 года — 1-й заместитель министра внешнеэкономических связей и торговли Украины.
Член КПСС с 1963 года. Депутат Верховного Совета УССР 11-го созыва, народный депутат Верховной рады Украины 2-го созыва — член комиссии по вопросам топливно-энергетического комплекса.
Умер 8 октября 2010 года в Киеве. Похоронен на Байковом кладбище, участок № 33.

## Награды
- Дважды Орден Трудового Красного Знамени;
- Почётный металлург СССР;
- Заслуженный металлург УССР (1984);
- Орден «За заслуги» (Украина) 3-й степени (1997)[7].